# Notodon cayensis
Notodon cayensis är en ärtväxtart som beskrevs av Nathaniel Lord Britton. Notodon cayensis ingår i släktet Notodon och familjen ärtväxter. Inga underarter finns listade i Catalogue of Life.